# Diocese de Lamego
A Diocese de Lamego (Dioecesis Lamecensis) é uma circunscrição eclesiástica da Igreja Católica em Portugal. Está integrada na Província Eclesiástica de Braga, tendo como Metropolita o Arcebispo Primaz de Braga.
Desde 2012 é Bispo de Lamego D. António José da Rocha Couto, S.M.P.

## História
A hipótese da fundação da cidade na pré-história e do bispado nos tempos apostólicos funda-se em pura lenda. Documentalmente, sabe-se que o primeiro bispo Sardinário assistiu ao Concílio de Braga de 572, podendo pois concluir-se que a criação da diocese se formalizou cerca do ano 570, por influência de S. Martinho de Dume que a submeteu naturalmente à metrópole bracarense.
Há contudo razões para admitir que, algum tempo antes de lhe ser consignado território próprio, Lamego já era sede episcopal sujeita a Mérida. Durante a ocupação muçulmana a sucessão prosseguiu, sem descontinuidade, na Galiza. A sede no entanto não foi restaurada logo após a reconquista, ficando unida à de Coimbra até cerca de 1143, quando D. Afonso Henriques a proveu de bispo residencial na pessoa de D. Mendo. Na remodelação de 1882, a diocese de Lamego foi uma das condenadas a desaparecer, mas a oposição unânime do clero, povo e município levou o Governo a desistir do seu propósito.
Desde a fundação, o bispado estendeu-se pela área que hoje ocupa, acrescentada dos concelhos de Arouca e Castelo de Paiva, desanexados mais tarde aquando da criação da diocese de Aveiro. Desde 4 de Julho de 1403 até 1770, ano da erecção da diocese de Pinhel, Lamego integrou também o vasto território de Riba-Côa, desde o rio Douro ao Sabugal, num total de 60 freguesias; desde 1882 até à criação do bispado de Vila Real, estendeu-se para além-Douro, pelos concelhos de Alijó, Régua, Santa Marta de Penaguião, Mesão Frio, Sabrosa e Murça. Para efeitos de visitação, a diocese foi dividida em 4 Distritos, no século XVI: Riba-Douro, Serra, Entre-Douro-e-Távora, Riba Côa. Na actualidade integram-na 14 arciprestados com 223 paróquias. Goza da característica, única em Portugal, de a cidade da sua sede não constituir capital de Distrito, facto que lhe confere maior importância relativa, na representação da urbe.
Em relação às províncias eclesiásticas, antes da formalização da diocese, Lamego esteve sujeita a Mérida, metrópole de toda a Lusitânia; cerca de 570 foi anexada a Braga; em 666 voltou para Mérida e em 1145 de novo para Braga; em 1257 passou para Compostela, por interesses políticos; cerca de 1403 o Papa mudou-a para Lisboa, e assim se manteve até 1891, ano em que voltou a depender de Braga até aos nossos dias.
A diocese de Lamego é, presentemente, a única em Portugal à qual não corresponde uma sede de distrito.

## Bispos
Segue-se uma lista dos Bispos de Lamego: 
1. D. Sardinário (572)
2. D. Filipe (589)
3. D. Profuturo (633, 638)
4. D. Vitarico (646)
5. D. Filimiro (653)
6. D. Teodísculo ou Teodisclo (666)
7. D. Gundulfo (681, 683)
8. D. Fiôncio (688, 693)
  - Sé Impedida (693–881)
9. D. Branderico (881, 886)
10. D. Argimiro (893)
11. D. Ornato I (916, 920)
12. D. Pantaleão (922, 935)
13. D. Ornato II (944, 951, 955)
14. D. Jacobo ou Tiago (969, 974, 981)
15. D. Pedro (I) (1071)
  - Sé Impedida (1071–1147)
16. D. Mendo (1147-1176†)
17. D. Godinho Afonso (1175-1189)
18. D. João (I) (1190-1196†)
19. D. Pedro (II) Mendes (1197-1211)
20. D. Paio Fernandes Furtado (1211-1246†)
21. D. Martinho (1248†)
22. D. Egas Pais (1249-1257†)
23. D. Pedro (III) Eanes (1257-1270)
24. D. Domingos Pais (1271-1274†)
25. D. Gonçalo (I) (1275-1282†)
26. D. João (II) Fernandes (1285-1296†)
27. D. Vasco Martins de Alvelos (1296-1302), depois bispo da Guarda
28. D. Afonso das Astúrias (1302-1306), depois bispo de Salamanca
29. D. Diego Fernández (1306-1311), depois bispo de Zamora
30. D. Rodrigo (I) Pires de Oliveira (1311-1330†)
31. D. Frei Salvado Martins (1331-1349†)
32. D. Durão Lourenço (1349-1362)
33. D. Lourenço (1363-1393†)
34. D. Gonçalo (II) Gonçalves (1393-1419†)
35. D. Álvaro Anes de Abreu (1419-1421)
36. D. Garcia Rodrigues de Magalhães (1421; 1423-1426), depois bispo de Viseu
37. D. Luís Gonçalves do Amaral (1426-1430), depois bispo de Viseu
38. D. João (III) Vicente (1432-1444), fundador dos Lóios, depois bispo de Viseu
39. D. Gonçalo (III) Eanes (1446-1448)
40. D. João (IV) da Costa (1448-1460)
41. D. Gomes (I) de Abreu (1460-1464)
42. D. Rodrigo (II) de Noronha (1464-1477)
43. D. Pedro (IV) Martins (1477-1479)
44. D. Gomes (II) de Miranda (1479-1492)
45. D. Antonio (I) dito Antoniotto Pallavicino (1492), eleito, cardeal
46. D. Fernando (I) Coutinho (1492-1502)
47. D. João (V) Camelo de Madureira (1502-1513)
48. D. Fernando (II) de Menezes Coutinho e Vasconcelos (1513-1540), depois arcebispo de Lisboa
49. D. Agostinho (I) Ribeiro (1540-1549)
50. D. Manuel (I) de Noronha (1551-1564)
51. D. Manuel (II) de Menezes (1570-1575), depois bispo de Coimbra-Conde de Arganil
52. D. Simão de Sá Pereira (1575-1579)
53. D. António (II) Teles de Meneses (1579-1598)
54. D. Martim (I) Afonso de Melo (1599-1613)
55. D. Martim (II) Afonso Mexia de Tovar (1615-1619)
56. D. João (VI) de Lencastre (1622-1626)
57. D. João (VII) Coutinho (1627-1635), depois arcebispo de Évora
58. D. Miguel de Portugal (1636-1643)
59. D. Luís (II) de Sousa (1670-1677)
60. D. Frei Luís (III) da Silva (1677-1685)
61. D. José (I) de Meneses (1685-1692)
62. D. António (III) de Vasconcelos e Sousa (1692-1705)[2]
63. D. Tomás de Almeida (1706-1709), depois 1.º Patriarca de Lisboa
64. D. Nuno Álvares Pereira de Melo (1710-1733)
65. D. Frei Manuel (III) Coutinho (1741-1742)
66. D. Frei Feliciano de Nossa Senhora (1742-1771)
67. D. Nicolau Joaquim Torel da Cunha Manuel (1771-1772)
68. D. Manuel (IV) de Vasconcelos Pereira (1773-1786)
69. D. João (VIII) António Binet Pincio (1786-1821)
70. D. José (II) de Jesus Maria Pinto (1821-1826)
71. D. Frei José (III) da Assunção (1833-1841)
72. D. José (IV) de Moura Coutinho (1844-1861)
73. D. António (IV) da Trindade de Vasconcelos Pereira de Melo (1862-1895)
74. D. António (V) Tomás da Silva Leitão e Castro (1895-1901)
75. D. Francisco José Ribeiro Vieira de Brito (1901-1922)
76. D. Agostinho (II) de Jesus e Sousa (1922-1942)
77. D. Ernesto Sena de Oliveira (1944-1948), depois bispo de Coimbra
78. D. João (IX) da Silva Campos Neves (1948-1971)
79. D. Américo (I) Henriques (1971-1972)
80. D. António (VI) de Castro Xavier Monteiro (1972-1995)
81. D. Américo (II) do Couto Oliveira (1995-1998)
82. D. Jacinto Tomás de Carvalho Botelho (2000-2011)
83. D. António (VII) José da Rocha Couto (desde 2011)

## Escutismo
1. Escutismo nesta diocese: Região de Lamego